# 밤치기
《밤치기》는 2018년에 개봉한 대한민국의 영화이다.

## 캐스팅
- 정가영 : 가영 역
- 박종환 : 진혁 역
- 형슬우 : 영찬 역
- 안다미로 : 커플 1 역
- 김은선 : 커플 2 역

## 같이 보기
- 2018년 대한민국의 영화 목록